# Zelotaea
Zelotaea is een geslacht van vlinders uit de familie van de prachtvlinders (Riodinidae), onderfamilie Riodininae.
Zelotaea werd in 1868 voor het eerst wetenschappelijk beschreven door Bates.

## Soorten
Zelotaea omvat de volgende soorten:
- Zelotaea alba Gallard & Brévignon, 1989
- Zelotaea lya Lathy, 1958
- Zelotaea phasma Bates, H, 1868
- Zelotaea suffusca Brévignon & Gallard, 1993